# 牛原陽一
牛原 陽一（うしはら よういち、1924年3月25日 - 1977年2月7日）は、海軍少尉、昭和期の映画監督。

## 経歴
大正13年（1924年）京都府に映画監督、牛原虚彦と元女優、三村千代子の長男として生まれる。関東大震災で罹災した虚彦・千代子の2人は、横浜より救難船・米国船籍ウェスト・オロワ号に乗り神戸へ。その後、京都へ移り、陽一誕生。
慶應義塾幼稚舎入学後、普通部、経済学部と進学。戦局が悪くなる中、海軍航空隊を志願し、慶應義塾大学を仮卒業し海軍経理学校へ入学。海軍少尉任官と同時に舞鶴海軍施設部配属。終戦後、復員、慶應義塾大学に復学し卒業。
慶應義塾大学経済学部卒業後、1947年大映東京撮影所助監督部へ入社する。島耕二、木村恵吾監督らにつくが、1954年日活に移る。
田坂具隆監督らについた後、1958年、『野郎と黄金』で監督デビューする。以後、日活アクション映画黄金時代を支える監督の一人として石原裕次郎、小林旭主演作などを発表する。
1966年に日活を退社し、ジェトロなどの海外版PR映画の製作に携わり、1968年の『Great Buddha』は「ニューヨーク国際短編映画祭」で銀賞を受賞した。1977年2月7日に永眠した。
俳優の牛原千恵は実子。

## 監督作
- 野郎と黄金（1958年）
- 夜の狼 (1958年)
- 男なら夢をみろ (1959)
- 実いまだ青し (1959)
- 山と谷と雲 (1959)
- 天下を取る (1960)
- 英雄候補生 (1960)
- 鉄火場の風（1960年）
- 邪魔者は消せ (1960)
- 堂堂たる人生 (1961)
- 紅の拳銃（1961年）
- 闇に流れる口笛 (1961)
- 渡り鳥故郷へ帰る（1962年）
- 太陽と星 (1962年)
- 黒いダイス(1962)
- 激しい河 (1962)
- 地獄の祭典 (1963)
- 空の下遠い夢 (1963年)
- 赤い靴とろくでなし (1963年)
- アリバイ（1963年）
- さすらいの賭博師（ギャンブラー） (1964年)
- 投げたダイスが明日を呼ぶ (1965年)
- 三匹の野良犬 (1965年)
- Great Buddha（1968年）